# Spoorlijn Rorschach - Heiden
De spoorlijn Rorschach - Heiden is een Zwitserse bergspoorlijn van de voormalige spoorwegonderneming Rorschach-Heiden-Bergbahn (RHB). Sinds 2006 maakt de RHB deel uit van de Appenzeller Bahnen (AB).

## Geschiedenis

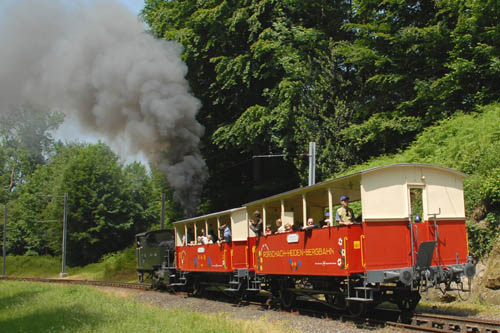
stoomlocomotief "Rosa" te Wienacht-Tobel in 2007 naar Heiden

In 1871 kwamen er al plannen om het dorp Heiden aan te sluiten op het spoorwegnet. In de oudste plannen was er sprake van een adhesiespoorlijn die al snel omgezet werd in een normaalspoor met tandstaaf naar Rorschach. Na uitgifte van de concessie in januari 1874 begon de bouw in het voorjaar. Na een bouwtijd van anderhalf jaar volgde op 6 september 1875 de opening met twee stoomlocomotieven.

## Traject
Het normaalspoortraject van de RHB is voorzien van een tandstaaf. De trein van de RHB bedient vanaf het SBB station Rorschach-Haven aan het SBB traject Romanshorn - Rorschach en het station Rorschach in het kanton Sankt Gallen. Op dit station bestaan er aansluitingen uit Sankt Gallen, St. Margrethen en Sargans. Bij de aftakking van het SBB traject begint het eigen traject en ook de tandstaaf. Aan de 5,6 kilometer lange traject zijn de volgende stations Sandbüchel, Wartensee, Wienacht-Tobel en Schwendi bei Heiden tot het bergdorp Heiden in het kanton Appenzell Ausserrhoden.

## Tandradsysteem
De RHB maakt gebruik van het tandradsysteem Riggenbach. Riggenbach is een tandradsysteem ontwikkeld door de Zwitserse constructeur en ondernemer Niklaus Riggenbach (1817-1899).
De RHB is naast de Rigi-Bahnen de enige Zwitserse normaalsporige lijn voorzien van een tandstaaf.

## Elektrische tractie
Het traject van de RHB werd in 1930 geëlektrificeerd met een spanning van 15.000 volt 16.7 Hz wisselstroom.

## Fusie

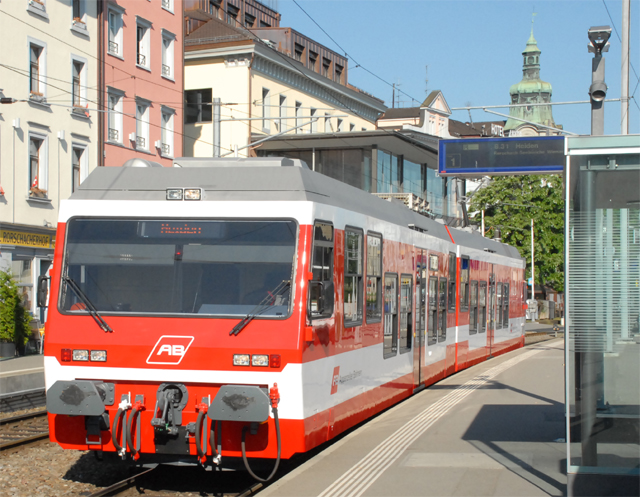
BDeh 3/6 25 op 6 juni 2010 te Rorschach haven

In de loop van 2006 werd bekend dat de RHB en de Bergbahn Rheineck-Walzenhausen (RhW), de Trogenerbahn (TB) en de Appenzeller Bahnen (AB) met terugwerkende kracht per 1 januari 2006 werden gefuseerd. De vier ondernemingen rijden tegenwoordig onder de naam Appenzeller Bahnen.
In de zomermaanden worden op de eerste zondag van de maand, alsmede op andere dagen openbare ritten georganiseerd met treinen die door stoomlocomotief “Rosa” de berg worden opgeduwd. Voor deze ritten is een speciaal plaatsbewijs vereist.